# Blind Myself
A Blind Myself egy magyar hardcore/metal együttes, amely 1995-ben alakult Budapesten. Első nagylemezük 1999-ben jelent meg a 1G/Warner kiadónál. 2000-től az együttes az USA-ban, New Yorkban és környékén zenélt, miután az Ignite vendégeként egy amerikai klubturnén vettek részt. Többek között felléptek a híres CBGB klubban is. 2003-ban tértek haza véglegesen, majd a zenekart alapító Molnár Gábor gitáros kilépett a csapatból. Azután az énekes Tóth Gergely számított a folyamatos tagcseréken áteső zenekar vezetőjének. 2006-ig kizárólag angol nyelven énekeltek. Az Ancient Scream Therapy albumon hallható Sólyomszemmel volt az első próbálkozásuk magyar nyelvű dalszöveggel. A 2009-es Budapest, 7 fok, eső című ötödik nagylemezükön már az összes dal magyarul szólalt meg. 2016-ban feloszlott a zenekar, ám először 2018-ban majd 2022-ben is összeálltak egy-egy koncert erejéig. 2023-ban új albumot adtak ki Az idő dönti el címmel.
A Hungarian Metal Awards (HMA) szavazáson 2005 legjobb koncertzenekarának választották az együttest. A HMA 2006-os évértékelésében az Ancient Scream Therapy című lemez a „Legjobb album” és a „Legjobb produkció” díját nyerte el. Az album Lost in Time című dalához készült animációs klip 2008-ban az amerikai MTV Headbangers Ball műsorában a szerkesztők és a nézők szerint is a legjobb 20 videóklip közé tartozott.

## Történet

### Kezdetek (1995–1998)
A zenekart Molnár Gábor gitáros alapította 1994-ben Masquerade néven, majd 1995-től már Blind Myselfként dolgoztak. Az együttes 1996-ban készítette el bemutatkozó hanganyagát, a Blind Yourself című, négyszámos demót. Már ezen az első stúdiófelvételen a saját hang megtalálására törekedtek. A kvartett a Molnár Gábor gitáros által írt súlyos riffekkel, komplex váltásokkal teli zsigeri zenével és az énekes Tóth Gergely hörgéssel kevert hardcore üvöltéseivel próbált kitűnni a tömegből. 1997-ben a FreshFabrik előzenekaraként turnéztak az országban, felléptek a Sziget Fesztiválon is. Ekkorra szilárdult meg a felállás. Gáti György gitárossal ötfősre bővültek, a basszusgitáros posztján pedig Kolozsi Péter csatlakozott a csapathoz. Élőben saját számaik mellett a Korn Blind és a Slayer Raining Blood című dalát játszották.
Novemberben rögzítették a második anyagukat – hat számot és egy intrót – Scheer „Max” Viktor (akkoriban a Sear Bliss gitárosa volt) irányításával a szombathelyi LMS stúdióban. A Horrified by the Sun EP-t a Crossroads Records segítségével adták ki 1998 márciusában. A kazetta EP-n a frontember Tóth Greg mellett a fő dalszerző Molnár Gábor gitáros is énekelt. A zene továbbra is egy kategorizálhatatlan, modern, extrém metal csapatot mutatott, ahol a hardcore, a nu metal, és a death/thrash metal stílusjegyei keveredtek. A címadó számra elkészítették az első videóklipjüket. Áprilistól újra a Fresh Fabrikkal turnéztak országszerte. Ekkor már a csapat tagja volt Dobai Dénes, aki a koncerteken a színpadi látványért és samplerekért felelt. Ebben az évben ismét felléptek a Szigeten.

### Heaven’t (1999–2000)
1998 végén a Warner Music Hungary alkiadójaként működő 1G Records kínált szerződést a Blind Myselfnek. A fiatal Névai Krisztián dobost a valamivel tapasztaltabb Ivánfi Dániel váltotta, míg Gáti távozásával ismét Molnár maradt az egyedüli gitáros, aki közben a Dawncore zenekarba is beszállt. 1999 nyarán vonultak stúdióba, hogy felvegyék első nagylemezüket. A munkálatok a HSB Stúdióban zajlottak Hidasi Barnabás produceri és hangmérnöki segítségével. A közel egy óra hosszúságú album végül októberben jelent meg Heaven’t címmel, a 1G/Warner gondozásában. A dalok kellően változatosak és komplexek lettek. Molnár borult témái, Tóth üvöltései és a technikás ritmusjáték mellett Dobai Dénes effektjei, közjátékai, intrói is fontos szerepet kaptak a lemez komor, világvége-hangulatának megteremtésében. Az album értékelésekor főleg a Neurosis hatásának jelenlétét emelték ki a kritikusok. A lemez egyik legjobb dalához, a Kainhoz videóklipet forgattak.
A hazai tavaszi koncertek után 2000 júniusában Téglás Zoli révén az Ignite vendégeként az Egyesült Államokban léphetett fel az együttes egy 15-állomásos klubturné keretében, San Franciscótól Philadelphiáig. Kihasználva a lehetőséget, a zenekar az USA-ban, New Yorkban maradt, hogy szerencsét próbáljanak. Az első pár hónap főleg az életben maradásról szólt, munkát, lakást, pénzt kellett keresniük, zenélésre nem maradt energiájuk. Mikor az életkörülményeik valamennyire normalizálódtak, kibéreltek egy manhattani stúdiót próbateremnek, és belevetették magukat a próbákba, majd a szervezésbe, koncertezésbe, a New York-i klubéletbe.

### Product of Our Imagination (2001–2002)
Először 2001 áprilisában látogattak haza Amerikából egy hónapra, amikor Budapesten és Debrecenben adtak egy-egy telt házas koncertet. Májusban már újra az Államokban voltak, és folytatták a munkát, építették a szakmai kapcsolatokat. Sikerült megállapodni a McGathy Promotions nevű céggel a zenekar promóciós ügyeinek intézéséről. 2002 májusában jött haza ismét New Yorkból a Blind Myself, hogy felvegyék következő albumukat. Időközben év elején kilépett az együttesből Ivánfi Dániel dobos, mert Magyarországon akarta folytatni az életét. A helyére egy amerikai ütős, Gerry White (ex-Murphy’s Law) került a csapatba. Az előző lemezhez hasonlóan a dunakeszi HSB Stúdióban dolgoztak Hidasi Barnabás producerrel. A végeredmény egy zajos, nyers, noisecore album lett, a New York-i hardcore punk színtéren gyűjtött tapasztalataik lenyomata. Nem csak Tóth Gergő énekes, de a gitáros Molnár és a basszusgitáros Kolozsi is keményen kivette a részét az üvöltős énektémákból. Kontrasztként a Luna című dalban első ízben szólalt meg egy tiszta énekdallam. A Product of Our Imagination címet kapott album egy nehezen befogadható, de az akkoriban divatos nu metal trendet maximálisan elutasító anyag lett.
A lemezfelvételt követően a nyári fesztiválokat járták végig. Többek között felléptek a Szigeten, a VOLT Fesztiválon és az EFOTT-on. A júniusban megrendezett Summer Rocks fesztivál harmadik napján a Slayer közvetlen előzenekaraként 5000 ember előtt játszhattak a Petőfi Csarnok szabadtéri színpadán. A Summer Rocks fellépés napján adta ki az időközben önállósodott 1G kiadó a Product of Our Imagination lemezt. Az együttes a hazai feltöltődés után szeptemberben utazott vissza az USA-ba.

### Worst-Case Scenario (2003–2004)
Fél év elteltével, 2003 tavaszán végleg hazatértek Magyarországra. Gerry White dobos az Államokban maradt, így Ivánfi Dániel csatlakozott újra az együtteshez. Március 30-án az Isis előzenekaraként játszottak a gödöllői Trafóban. Az egyhetes Sziget-fesztivál zárónapján augusztusban már új gitárossal lépett fel a Napalm Death előtt a kvartett. Az alapító Molnár Gábor ugyanis kilépett, és visszatért Amerikába. Utódja az intenzív színpadi jelenlétéről is ismert Szalkai Tibor (ex-Dawncore, Newborn) lett, aki a Blind Myselffel párhuzamosan a The Idoruban is tovább zenélt. Szeptemberben az első európai klubturnéján vett részt a Blind Myself a Majority Rule társaságában.
2004 elején megkezdődtek a harmadik nagylemez munkálatai. A hangszereket ismét a HSB Stúdióban rögzítették, de az ének felvételeihez külön producert alkalmaztak ifj. Straub Dezső személyében, aki külön dolgozott Tóth Gergővel a Grape Stúdióban. A fő dalszerző Molnár Gábor távozásával Kolozsi Péter és az új gitáros Szalkai Tibor vették át a dalszerzés feladatát, ami persze változásokat hozott a zenekar stílusában. A korábbiaknál befogadhatóbb témák születtek, de a progresszív komplexitásról sem mondott le az együttes, időnként a kanadai Voivod dallamos borultságát, hangulatait idézve, de összehasonlítási alapként a Dillinger Escape Plan neve is felmerült a kritikákban. Az új album Worst-Case Scenario címmel jelent meg májusban, ezúttal már az Edge Records gondozásában, külföldön pedig a Two Fat Men terjesztette a korongot. Klipet forgattak a Wise-Men of the West dalra. A hazai klubkoncerteket nem erőltette a csapat, inkább a nagy nyári fesztiválokra koncentráltak, többek között a sokadik szigetes fellépésükre.
Időközben a frontember Tóth Gergő műsorvezető lett a Tilos Rádiónál, Vörös Andrással (Superbutt, ex-Fresh Fabrik) és Trócsányi Gergővel (Hollywoodoo) hármasban, (évekkel később a Radio Cafén folytatták). A Kultiplexben 2004 novemberében tartott III. Heavymetal.hu Fesztivál egyik főzenekaraként játszott a Blind Myself, és a koncerten Keszei Krisztián segítette ki őket második gitárosként a súlyosabb élő hangzás érdekében. A december 8-án elhunyt Pantera-gitáros, Dimebag Darrell emlékére a következő év februárjában Budapesten rendezett koncerten Tóth Gergő is színpadra lépett, hogy a klasszikus New Level és Fucking Hostile dalokat elüvöltse. Utóbbi dal aztán hosszú ideig a Blind Myself koncertprogramjának is része lett.

### Ancient Scream Therapy (2005–2008)
2005 a koncertezés éve volt a Blind Myself számára. Január-februárban egy túlságosan sikeresnek nem mondható európai klubturnét bonyolított az együttes, két szakaszban. Előbb cseh, lengyel, olasz, francia és német dátumokkal, majd romániai, szerbiai és bulgáriai fellépésekkel. Ősszel a The Idoru társaságában indultak újra útnak, Szlovénia, Németország, Csehország, Lengyelország, és a balti államok voltak a főbb állomások. Ekkor már nem csak egyedül a gitáros Szalkai Tibor volt a közös pont a két együttesben, hanem az új dobos Szabó László is. (A korábbi ütős, Ivánfi Dániel, a Shell Beach nevű formációhoz csatlakozott.) A basszusgitáros poszton is csere történt. Kolozsi a turné előtt egy héttel lépett ki, a helyére pedig a Hollywoodoo basszusgitárosa, Bodnár Péter „Bogyó” ugrott be, aki aztán maradt is a Blind Myself tagja. A sikeres Európa-turné nagyon összehozta a zenekart. Októberben már hazai pályán, a debreceni V. Szóla Rádió Underground fesztivál főzenekara voltak. Habár az együttes ritkán lépett fel itthon az év folyamán (főleg csak nagyobb fesztiválokon), a magyar internetes rock/metal portálok szerkesztői mégis 2005 legjobb koncertbandájának választották a Blind Myselfet a Hungarian Metal Awards szavazáson.
2006 januárjában a nemzetközi ABC Tehetségkutató döntőjének meghívott főzenekaraként játszottak Bécsben, majd újra a Balkán felé vették az irányt pár koncert erejéig. Az év során az új Blind Myself lemezen dolgozott az együttes. A producer a basszusgitáros Bogyó volt az érdi Bakery Stúdióban. Az Ancient Scream Therapy címen decemberben megjelent albumon ismét tovább finomítottak a zenekar stílusán egy rockosabb, de továbbra is zajos, progos irányba. A Sólyomszemmel számhoz a zenekar történetében először teljesen magyar nyelvű szöveget írtak (az Isten Háta Mögött zenekarból Pálinkás Tamás segítségével, aki énekel is a dalban). Több vendég is hallható a lemezen, például a Lost in Time-ban az amerikai Ignite magyar énekese Téglás Zoli. Az énekdallamok változatossága Tóth Gergőnek köszönhetően is az album egyik erőssége.
December 1-jén az A38 Hajón rendezték meg a 3. Blind Revolution fesztivált a Blind Myself szervezésében és főszereplésével, ahol először adtak élőben ízelítőt a negyedik lemezükből, amelyet a magyar Metal Hammer magazin a „hónap albumának” választott decemberi számában, míg a Hungarian Metal Awards aktuális éves szavazásán az internetes szaksajtó „2006 legjobb albumának”, illetve a lemez hangmérnöki munkájáért „2006 legjobb stúdióprodukciójának” kiáltotta ki a korongot.
2007 márciusában az Ancient Scream Therapy Németországban is megjelent, a Tiefdruck-Musik kiadó jóvoltából. A lemezzel egyidőben a Go Get A Life! című dal klipje is debütált, valamint elkezdődtek a Lost in Time animációs videóklipjének munkálatai. A hazai és külföldi koncertezésnek ötfősre bővült felállással vágott neki az együttes, miután másodgitárosként Édes Gergely csatlakozott hozzájuk. Az évet a Petőfi Csarnok színpadán zárta az együttes a BPRNR szervezésében létrejött nagykoncerten.
Az újonnan indult magyar MTV csatornán 2008 januárjától a Headbangers Ball műsorvezetője lett a frontember Tóth Gergő. A Lost in Time klipje több mint egy évig készült, de Gróf Balázs grafikus kitett magáért . Az ironikus rajzklip nagyon sikeres lett, és nem csak Magyarországon, de külföldön is felfigyeltek rá. A Slipknot, a Metallica, Ozzy és Michael Jackson „vendégszereplésével” készült Lost in Time az amerikai MTV Headbangers Ball műsorában a szerkesztők és a nézők szerint is a Top20 videóklipek közé tartozott 2008-ban. Természetesen erre a magyar média is felkapta a fejét, és az RTL Klub televízió Fókusz című bulvárműsora is riportot készített az együttessel.

### Budapest, 7 fok, eső (2008–2011)
2008 újabb változásokat hozott a Blind Myself soraiban. A párhuzamosan az Idoruban is zenélő Szalkai Tibor gitáros és Szabó László dobos már nem tudták tovább vállalni a két együttest egyszerre, és miután az Idoru mellett döntöttek, kiléptek. Az új gitáros Horváth István lett a Garden of Edenből, míg a dobos az akkor mindössze 17 éves Jankai Valentin (Jankai Béla egykori Prognózis-billentyűs fia). Az új lemezen már ez a felállás kezdett dolgozni, fő dalszerzővé pedig a Blind Myselfhez az előző album turnéján csatlakozott Édes Gergő gitáros lépett elő, de Szalkai Tibor is írt még három számot. A lemezt Varga Zoltán és a basszusgitáros Bodnár Péter produceri irányításával rögzítették a Bakeryben.
A 2006-os Ancient Scream Therapy lemezen hallható Sólyomszemmel című dal kellő lökést adott a zenekarnak, hogy ezúttal az összes új dalhoz magyar szövegeket írjanak. A legutóbbi sikeres kooperáció után a Budapest, 7 fok, eső címre keresztelt ötödik Blind Myself album dalszövegeinek társszerzője is Pálinkás „Palika” Tamás (Isten Háta Mögött) lett. Az angolról magyarra váltás erősen megosztotta a rajongókat; a szövegek pont olyan extrémre sikerültek, mint maga a zene, amiből teljesen eltűntek az előző album rockos témái.
A Budapest, 7 fok, eső 2009 márciusában jelent meg az Edge Recordsnál. A tíz saját szám után a Judas Priest Painkiller című dalának feldolgozása zárja a korongot, Both Miklós (Napra) vendégszereplésével. Az albumhoz csatolt bónusz dvd-re a 2007-es év végi PeCsa-koncert felvétele került. A lemez címadó dalára apokaliptikus hangulatú klipet készített Lóránt Demeter. Az együttes koncertjei már nagy százalékban Magyarországon zajlanak, folyamatosan játszanak a hazai klubokban, és állandó fellépői a nagy nyári fesztiváloknak. 2009 júniusától a korábbi Blind Myself albumokat ingyenesen letölthetővé tették a zenekar hivatalos honlapján.
2010 elején ismét az ország klubjait járják, legtöbbször a Fish! zenekar társaságában, akik az előző év áprilisában az MR2-Petőfi Rádióban adott élő koncertjükön feldolgozták a Blind Myself Lost in Time dalát. A Pomogácsok dalhoz készült videóklip 2010 márciusi premierjével egyidőben jelentették be, hogy Bodnár Péter basszusgitáros távozott a zenekarból, és helyére Zahorán Csaba került a Billogból. Decemberben a magyar Metal Hammer magazin CD-mellékleteként jelent meg a Szumma című válogatáslemezük a zenekar 15 éves karrierjének összefoglalásaként.
2011-ben a Mosquitos of Hate dal klipjének elkészítésére a zenekar nyílt pályázatot írt ki, amelyet a MADvision stábja nyert meg. A videó sztorija egy óvodában játszódik. A Jó szándék kövei dalhoz ismét Gróf Balázs rajzolt klipet, amelyben a televíziós tehetségkutatóműsorokat figurázzák ki. A klip premierje novemberben volt a Lángoló Gitárok internetes zenei magazinban.

### Négyszögöl (2012–2015)
Közel kétéves tagsága után, 2012 februárjában, az új lemez felvételei előtt távozott a zenekarból Zahorán Csaba basszusgitáros. Március 1-jén a Blind Myself stúdióba vonult Varga Zoltán producer (SuperSize Recordings stúdió) vezetésével. A Négyszögöl címet kapott új album számai négy részletben jelentek meg (3-3 dal) az együttes honlapjáról ingyenesen letölthető formában. Az első háromszámos EP július 26-án, a második december 19-én vált elérhetővé. Minden egyes dalhoz készült videóklip, köztük a Radnóti Miklós Két karodban című versére íródott dalhoz is. A zenekar új basszusgitárosa Ferich Balázs lett. A Négyszögöl további két része 2013-ban és 2014-ben jelentek meg. 2014 őszén Édes Gergely gitáros távozott a zenekarból, és visszatért Szalkai Tibor.
2015 júliusában jelentkezett új dallal a Blind Myself, Arccal a savnak címmel, amihez klipet is forgattak . A következő bemutatót, az Önvakítás című dalt és videóklipjét  december 24-re időzítették.

### Feloszlás és újjáalakulás
A zenekar 2016. január 27-én jelentette be Facebook-oldalán, hogy „2016 őszén, 21 év után befejezi aktív működését”. Addig a hátralévő koncertjeiket lejátsszák, és elbúcsúznak a közönségüktől. A zenekar 2016. november 11-én tartotta telt házas búcsúkoncertjét a budapesti Dürer Kertben. A Blind Myself két évvel később ugyanitt állt össze, egy "emlékeztető szurira", 2018. november 10-én. A következő "emlékeztető szuri" koncertekre 2022. októberében került sor Pécsen, Debrecenben és Budapesten. Ebből az alkalomból egy friss dalt is bemutattak a hozzá tartozó videoklippel együtt Akárki fia címmel. A zenekar lendületbe jött és egy teljes lemezanyagot megírtak. Az új album dalait 2023. július 19-től kezdődően naponta kettesével mutatták be a Blind Myself hivatalos YouTube-csatornáján, Az idő dönti el címet kapott nagylemez pedig teljes egészében július 25-én jelent meg.

## Tagok
Jelenlegi felállás
- Tóth Gergely – ének (1994–2016, 2022–napjainkig)
- Szalkai Tibor – gitár (2003–2008, 2014–2016, 2022–napjainkig)
- Horváth István – gitár (2008–2016, 2022–napjainkig)
- Ferich Balázs – basszusgitár (2012–2016, 2022–2024)
- Jankai Valentin – dobok (2008–2016, 2022–napjainkig)

Korábbi tagok
- Molnár Gábor – gitár, ének (1994–2003)
- Kolozsi Péter – basszusgitár (1997–2005)
- Gáti György – gitár (1997–1998)
- Névai Krisztián – dobok (1994–1998)
- Dobai Dénes – samplerek (1997–2002)
- Medgyesi Szabolcs – samplerek (1999)
- Ivánfi Dániel – dobok (1999–2002, 2003–2005)
- Gerry White – dobok (2002–2003)
- Szabó László – dobok (2005–2008)
- Bodnár „Bogyó” Péter – basszusgitár (2005–2010)
- Zahorán Csaba – basszusgitár (2010–2012)
- Édes Gergely – gitár (2007–2014)

## Diszkográfia
| Év   | Cím                        | Típus          | Kiadó                     |
| ---- | -------------------------- | -------------- | ------------------------- |
| 1996 | Blind Yourself             | demo           | szerzői kiadás            |
| 1998 | Horrified by the Sun       | EP             | Crossroads Records        |
| 1999 | Heaven’t                   | stúdióalbum    | 1G Records/Warner         |
| 2002 | Product of Our Imagination | stúdióalbum    | 1G Records                |
| 2004 | Worst-Case Scenario        | stúdióalbum    | Edge Records/Hammer Music |
| 2006 | Ancient Scream Therapy     | stúdióalbum    | Edge Records/Hammer Music |
| 2009 | Budapest, 7 fok, eső       | stúdióalbum    | Edge Records/Hammer Music |
| 2010 | Szumma                     | válogatásalbum | szerzői kiadás            |
| 2012 | Négyszögöl 1-2.            | stúdióalbum    | szerzői kiadás            |
| 2013 | Négyszögöl 3.              | stúdióalbum    | szerzői kiadás            |
| 2014 | Négyszögöl 4.              | stúdióalbum    | szerzői kiadás            |
| 2023 | Az idő dönti el            | stúdióalbum    | szerzői kiadás            |